# Vermoeden van Littlewood
In de wiskunde is het vermoeden van Littlewood een open probleem in de diofantische benadering. Het vermoeden werd voorgesteld door John Littlewood rond 1930. Het stelt dat voor elke twee reële getallen α en β,
{\displaystyle \liminf _{n\to \infty }\ n\,\Vert n\alpha \Vert \,\Vert n\beta \Vert =0,}
waar {\displaystyle \Vert x\Vert :=\min(|x-\lfloor x\rfloor |,|x-\lceil x\rceil |)} is de afstand tot het dichtstbijzijnde gehele getal.

## Formulering en uitleg
Dit betekent het volgende: neem een punt (α, β) in het vlak, en beschouw vervolgens de reeks punten
(2 α, 2 β), (3 α, 3 β), ....
Vermenigvuldig voor elk hiervan de afstand tot de dichtstbijzijnde lijn met het geheel getal van de x-coördinaat, met de afstand tot de dichtstbijzijnde lijn met geheel getal van de y-coördinaat. Dit product zal zeker maximaal 1/4 zijn. Het vermoeden doet geen uitspraak over de vraag of deze reeks waarden zal convergeren; meestal zal het niet convergeren. Het vermoeden zegt iets over de inferieure limiet, en zegt dat er een deelreeks is waarvoor de afstanden sneller vervallen dan het omgekeerde, dat wil zeggen
o(1/n)
in de kleine-o-notatie.

## Gedeeltelijke resultaten
Borel toonde in 1909 aan dat de uitzonderlijke verzameling van reële paren (α, β) die het vermoeden schenden, Lebesgue-maat nul heeft. Manfred Einsiedler, Anatole Katok en Elon Lindenstrauss hebben aangetoond dat de Hausdorff-dimensie nul moet hebben.